# Alsciaukat
Alsciaukat (31 Lyncis / 31 Lyn / HD 70272 / HR 3275) es la cuarta estrella más brillante de la constelación del Lince. Con magnitud aparente +4,25, es superada en brillo por α Lyncis, 38 Lyncis y 10 Ursae Majoris. Su nombre, proveniente del árabe الشوكة (aš-šawkat), significa «la espina».
Situada a 389 años luz del sistema solar, Alsciaukat es una gigante naranja de tipo espectral K4.5III. Sus características son similares a las de α Lyncis, si bien la diferente distancia que nos separa de ambas pone de manifiesto que no están relacionadas entre sí. Es 700 veces más luminosa que el Sol, tenida en cuenta la radiación que emite en el infrarrojo, ya que es una estrella fría de 3930 K de temperatura. Temperatura y luminosidad permiten calcular su radio, 59 veces más grande que el radio solar, mientras que el radio calculado a partir de la medida de su diámetro angular es significativamente mayor, de 75 radios solares.
Alsciaukat tiene una masa aproximadamente el doble que la del Sol. 
Con una edad estimada de 1400 millones de años, hace unos 300 millones de años finalizó en su interior la fusión nuclear de hidrógeno. Es una estrella variable semirregular que recibe el nombre de variable BN Lyncis y que muestra una pequeña variación en su brillo de 0,05 magnitudes. Dicha variabilidad sugiere que Alsciaukat es una gigante aumentando en brillo por segunda vez con un núcleo inerte de carbono que pronto se transformará en una variable Mira.